# Dolly Does Her Bit
Dolly Does Her Bit è un film muto del 1918 diretto da William Bertram.

## Produzione
Il film fu prodotto dalla Diando Film Corporation.

## Distribuzione
Distribuito dalla Pathé Exchange, il film uscì nelle sale cinematografiche degli Stati Uniti il 22 maggio 1918. La Pathé Frères lo distribuì in Francia l'11 aprile 1919 con il titolo La Reine des poupées in una versione ridotta di 830 metri.